# Gustav Gundelach
Gustav Gundelach (19 de dezembro de 1888 – 8 de julho de 1962) foi um político alemão do Partido Comunista (KPD) e ex-membro do Bundestag alemão.

## Vida
Ele foi membro do Parlamento do Estado de Hamburgo pelo KPD no primeiro período legislativo após a guerra. Em junho de 1947, ele renunciou à Bürgerschaft como membro do parlamento. Gundelach era então membro do Conselho Consultivo da Zona em 1947/48. Foi membro do Bundestag alemão durante a primeira legislatura (1949-1953).

## Literatura
Herbst, Ludolf; Jahn, Bruno (2002).  Vierhaus, ed. Biographisches Handbuch der Mitglieder des Deutschen Bundestages. 1949–2002 (em alemão). München: De Gruyter - De Gruyter Saur. 1715 páginas. ISBN 978-3-11-184511-1